# 海鰗鰍科
海鰗鰍科，為輻鰭魚綱鱈形目的其中一科。因头背侧有一背鳍条似犀牛角，所以又译犀鱈科。为热带及亚热带稍小型中上层海鱼，有昼潜及夜升的垂直洄游习性。

## 分類
海鰗鰍科其下僅有一屬，如下：

### 犀鱈屬(Bregmaceros)
- 擬鯷犀鱈(Bregmaceros anchovia Ho, Endo & Lee, 2020)。
- 阿拉伯犀鱈(Bregmaceros arabicus)：又稱阿拉伯海鰗鰍。
- 大西洋犀鱈(Bregmaceros atlanticus)：又稱大西洋海鰗鰍。
- 深遊犀鱈(Bregmaceros bathymaster)：又稱深遊海鰗鰍。
- 肯氏犀鱈(Bregmaceros cantori)：又稱肯氏海鰗鰍。
- 卡約犀鱈(Bregmaceros cayorum)：又稱卡約海鰗鰍。
- 霍氏犀鱈(Bregmaceros houdei)：又稱霍氏海鰗鰍。
- 日本犀鱈(Bregmaceros japonicus)：又稱日本海鰗鰍。
- 尖尾犀鱈(Bregmaceros lanceolatus)：又稱尖鰭海鰗鰍。
- 麥氏犀鱈(Bregmaceros mcclellandii)：又稱麥氏海鰗鰍。
- 澳洲犀鱈(Bregmaceros nectabanus)：又稱銀腰犀鱈、銀腰海鰗鰍。
- 腹斑犀鱈(Bregmaceros neonectabanus)：又稱腹斑海鰗鰍。
- 澎湖犀鱈(Bregmaceros pescadorus)：又稱澎湖海鰗鰍。目前已經被歸入銀腰犀鱈之次異名。
- 擬尖鰭犀鱈(Bregmaceros pseudolanceolatus)：又稱擬尖鰭海鰗鰍。
- 少鱗犀鱈(Bregmaceros rarisquamosus)：又稱少鱗海鰗鰍。
- 後鰭犀鱈(Bregmaceros retrodorsalis Ho & Endo, 2020)。